# Meister der Madonna vom Altstädter Rathaus
Als Meister der Madonna vom Altstädter Rathaus wird ein Bildhauer im Prag der Zeit um 1360 bezeichnet. Der namentlich nicht bekannte mittelalterliche Meister schuf als Hauptwerk die annähernd lebensgroße Madonna an einer Eckkonsole der Kapelle im Altstädter Rathaus dieser Stadt, Die Kapelle wurde 1381 geweiht. Weiter werden dem Meister Konsolen an der naheliegenden Teynkirche und möglicherweise auch einige Büsten im Veitsdom zugeschrieben.
Die Arbeiten des Meisters der Madonna vom Altstädter Rathaus sind von kunsthistorischen Interesse für die Datierung gotischer Skulpturen in der Region. Sie sind ein Beispiel für die künstlerische Entwicklung der Plastik zur Zeit Kaiser Karls IV. und Zeuge der Bedeutung Prags als Kunstzentrum in dessen Regierungszeit.